# Rhinantheae
Rhinantheae es una tribu de plantas de la familia Orobanchaceae cuyos miembros son principalmente plantas hemiparásitas, es decir, que tienen una fotosíntesis reducida y absorben nutrientes de las partes subterráneas de otras plantas.

## Géneros
Según NCBI la tribu comprende los siguientes géneros:
- Aeginetia - Bartsia - Bellardia - Bornmuellerantha - Bungea - Castilleja - Clevelandia - Cordylanthus - Cymbaria - Euphrasia - Hedbergia - Lamourouxia - Melampyrum - Monochasma - Nothobartsia - Odontites - Orthocarpus - Parentucellia - Pedicularis - Phtheirospermum - Pseudobartsia - Pterygiella - Rhinanthus - Rhynchocorys - Schwalbea - Siphonostegia - Tozzia - Triphysaria - Xizangia